# ستيف تشارلز
ستيف تشارلز (بالإنجليزية: Steve Charles)‏ (10 مايو 1960 بشفيلد في المملكة المتحدة - ) هو مدرب كرة قدم ولاعب كرة قدم بريطاني في مركز الوسط. لعب مع سكونثورب يونايتد وشيفيلد يونايتد ونادي ريكسهام ونادي سكاربورو ونادي ستاليبريدج سيلتيك ونادي مانسفيلد تاون ونادي بوسطن يونايتد.

## وصلات خارجية
- ستيف تشارلز على موقع قاعدة بيانات كرة القدم.إي يو (الإنجليزية)